# Arabové

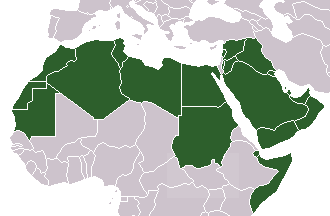
Země tzv. arabského světa, souboru zemí s většinou arabského obyvatelstva

Arabové jsou etnická skupina semitského původu rozšířená především v severní Africe a na Blízkém východě.
Celková populace Arabů čítá kolem 440–450 milionů lidí. U některých skupin je příslušnost k Arabům sporná (libanonští maronité, Súdánci atd.) Skupina je definována několika alternativními způsoby, při nichž často hrají roli i jiné než etnické ohledy (např. náboženské). Většina Arabů se hlásí k islámu, menší část pak ke křesťanství.
Zeměmi arabského světa jsou především Maroko, Mauritánie, Alžírsko, Tunisko, Libye, Egypt, Súdán, Saúdská Arábie, Jemen, Omán, Spojené arabské emiráty, Kuvajt, Katar, Bahrajn, Libanon, Jordánsko, Sýrie, Irák a Palestina.

## Historie
Nejstarší pojmenování etnika jako arabi (arubu ap.) jsou doložena v asyrských textech z první poloviny 1. tisíciletí př. n. l., nejstarší zpráva pochází z doby Salmanassara III. (9. století). Jednalo se o kočovné a polokočovné kmeny, které žily v oázách ve stepních a pouštních oblastech na Předním východě a používaly velbloudy. Byli ochránci karavan na důležitých cestách mezi Mezopotámií a Středozemním mořem, ale také podnikali loupežné nájezdy na území Asýrie a později Novobabylonské říše. Vnitřní uspořádání kmenů není zcela jasné, arabské „královny“ snad byly dědičné představitelky světské i náboženské moci a v době války určovaly vojenské velitele, které Asyřané nazývali „králi“. V jižní Arábii byla nejvýznamnější země a národ Sába s centrem v Máribu (dnešní Jemen). O civilizační úrovni svědčí kromě architektury, jako chrámy (mešity, například al-Masdžid al-Harám nebo al-Aksá na Chrámové hoře), mauzolea (například muslimské části mauzolea Jeskyně patriarchů) a náročné zavlažovací systémy (Aflaj), který fungoval od 5. století př. n. l. až do 6. století n. l.
Zásadním a trvalým způsobem ovlivnilo dějiny Arabů vystoupení Mohameda a založení nového náboženství, islámu, na počátku 7. století n. l. Díky islámské expanzi se Arabové stali dominantním etnikem v celém jižním Středomoří a dalších přilehlých oblastech. Následně v 8.–13. století nastává zlatý věk arabsko-islámské kultury a arabské vědy. Od konce 13. století se dominantní mocností ve středozemní islámské oblasti stala Osmanská říše pod nadvládou turkických Osmanů, zatímco z Pyrenejského poloostrova bylo arabské panství vytlačeno reconquistou.
Novou proměnou prošly arabské oblasti od 19. století, kdy dochází k oslabení Osmanské říše a kolonizaci arabských území zejména Britským impériem a Francií. Probuzený arabský nacionalismus našel uplatnění v době dekolonizace, zejména po druhé světové válce. Snahy o realizaci panarabské myšlenky, sjednocení všech Arabů do jednoho národního státu na etnickém, nikoli náboženském principu, však od dob Husajna ibn Alí al-Hášimího naráží na složitou problematiku a rozlehlost islámského a arabského světa.

## Diaspora
Následující tabulka obsahuje počet Arabů žijících v diaspoře v jednotlivých zemích.
| Vlajka             | Stát               | Počet Arabů | Celková populace | % Arabů | Reference |
| ------------------ | ------------------ | ----------- | ---------------- | ------- | --------- |
| Brazílie           | Brazílie           | 10 000      | 200 000          | 5       |           |
| Francie            | Francie            | 5 880 000   | 65 350 000       | 9       | [ 2 ]     |
| Indonésie          | Indonésie          | 5 000       | 237 420 000      | 2,1     |           |
| Argentina          | Argentina          | 3 500 000   | 41 280 000       | 8,5     | [ 3 ]     |
| USA                | USA                | 3 500 000   | 315 700 000      | 1,11    |           |
| Izrael             | Izrael             | 1 658 000   | 8 000            | 20,7    |           |
| Turecko            | Turecko            | 1 600 000   | 80 500 000       | 2,1     | [ 4 ]     |
| Venezuela          | Venezuela          | 1 600 000   | 28 000           | 6       | [ 5 ]     |
| Írán               | Írán               | 1 600 000   | 80 000           | 2,0     | [ 6 ]     |
| Čad                | Čad                | 1 400 000   | 10 329 208       | 12,3    | [ 7 ]     |
| Mexiko             | Mexiko             | 1 100 000   | 115 300 000      | 0,95    | [ 8 ]     |
| Chile              | Chile              | 1 000       | 17 400 000       | 5,8     | [ 9 ]     |
| Španělsko          | Španělsko          | 800 000     | 46 750 000       | 2,4     |           |
| Itálie             | Itálie             | 760 000     | 60 920 000       | 1,2     |           |
| Kolumbie           | Kolumbie           | 705 000     | 46 370 000       | 1,5     | [ 10 ]    |
| Spojené království | Spojené království | 500 000     | 63 180 000       | 0,8     | [ 11 ]    |
| Německo            | Německo            | 500 000     | 82 000           | 0,6     | [ 12 ]    |
| Kanada             | Kanada             | 450 000     | 33 500 000       | 1,4     | [ 13 ]    |
| Nizozemsko         | Nizozemsko         | 480 000     | 16 750 000       | 2,8     | [ 14 ]    |
| Austrálie          | Austrálie          | 350 000     | 22 970 000       | 1,5     | [ 15 ]    |
| Řecko              | Řecko              | 250 000     | 10 900 000       | 2,2     |           |